# Marduix
El marduix, (al)moraduix, amàrac o majorana (Origanum majorana) és un subarbust de la família de les lamiàcies originària de l'Orient Mitjà (Xipre i Turquia). Actualment prolifera arreu del món, incloent-hi tots els Països Catalans.

## Morfologia

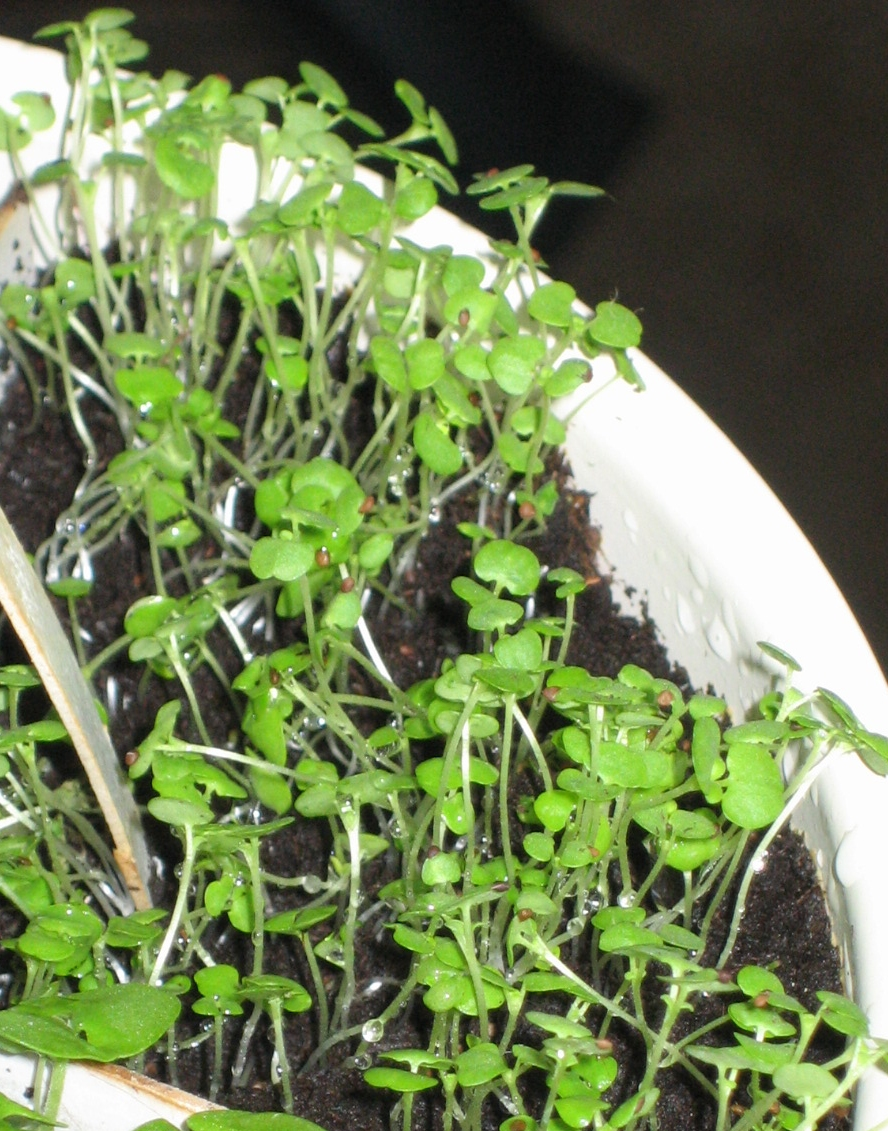
Detall de la planta

És un subarbust perennifoli de base llenyosa, molt aromàtic, que pot arribar a 50 cm d'alçada. La rel és axonomorfa i adventícia, puix que té un eix principal més desenvolupat que els laterals. Les tiges són llenyoses i fortes, així com alçades i de secció quadrada; acostumen a estar força ramificades i recobertes d'una gran quantitat de vellositats, cosa que els aporta un color blanquinós. Les fulles són oposades amb un pecíol curt, de forma oval-lanceolada, no dentades i amb pèls de color gris. Com en el cas de les tiges, també estan recobertes de pilositat que els confereix un cert to blanquinós; no mesuren més de 2 cm de llargària. Hi ha una gran quantitat de pilositat, formada per pèls curts molt densos i blancs. El fruit és un tetraqueni molt petit, ovat, de forma lleugerament irregular i de color marronós.
Les flors són de color blanc violaci i molt boniques.

## Ecologia
Es cultiva en molts països, tant en grans extensions (per a aprofitaments industrials) com en jardins (per a consum propi). Els principals països on es cultiva el marduix són Alemanya, França, Hongria, els Estats Units, Egipte, Grècia, Mèxic i Turquia. Encara que el marduix sigui una planta perenne, es conrea com a planta anual, sobretot en zones on els hiverns són rigorosos. Segons l'orografia, creix en zones amb un interval de temperatures entre 6- 29 °C, amb una precipitació anual de 500 a 2700 mm i un pH del sòl de 4.9 fins a 8.7. Creix bé en terrenys assolellats i fèrtils, rics en nutrients. És una planta molt sensible al fred, de manera que només sobreviu com a perenne en zones de clima molt suau. Com és habitual de plantar-la en horts, jardins i prop dels sembrats, apareix també de forma subespontània.

## Usos

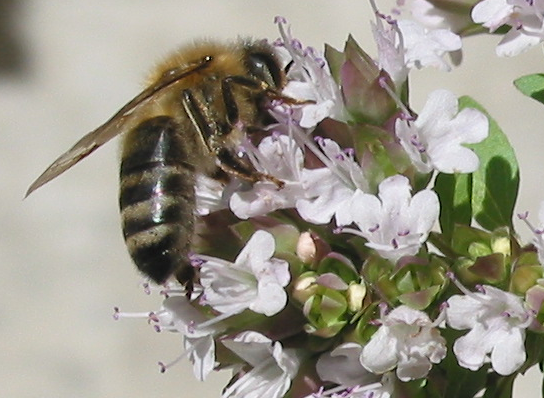
Flors

Les fulles seques de marduix s'utilitzen en la indústria farmacèutica, perfumera, alimentària i licorera. La majorana és apreciada com a herba aromàtica. Per aquest motiu s'utilitza com a condiment o bé per a fer tisanes. És una herba molt apreciada a la cuina francesa, integrada en el bouquet garni per aromatitzat els estofats.

### Usos medicinals
La tija i les fulles contenen, a més de tanins i principis amargs, pentosans i diverses substàncies minerals. Però si el que volem és concretar la composició de la majorana hem de mirar element per element. L'oli essencial, o essència de majorana, es troba en la planta entre un 0.3 i un 0,7%. Però a més a més de contenir oli essencial, conté monoterpens com poden ser sabinè (40-50%), el qual genera alfa i beta terpinè (2-12%), terpinen-4-ol (15-40%), limonè, geraniol, terpinol. Uns altres components són els flavonoides: orientina, vitexina, heteròsids de diosmentia, apigenina, luteolina i timonina. També conté alguns àcids fenòlics, com els derivats de l'àcid cinàmic, l'àcid rosmarínic (2%) i el clorogènic. Els fenols són un altre dels continguts del moraduix; es tracta de fenols senzills, concretament heteròsids hidroquinònics, com l'arbutina (0.15-0,45%). Finalment, cal destacar la presència de triterpens medicinals representats per l'àcid ursòlic (0,5%) i l'oleanòlic (0,2%).
Els principis actius de la majorana resideixen en la seva essència. Aquesta essència posseeix les següents propietats: 
- Antiespasmòdica i digestiva: és molt útil contra les flatulències (propietat que correspon a un efecte carminatiu), contra els espasmes nerviosos de l'estómac i les digestions pesants. La majorana augmenta la producció de líquids gastrointestinals -la qual cosa afavoreix la digestió- i relaxa la musculatura llisa, cosa que atenua les contraccions musculars de l'estómac
- Sedant: es recomana per a combatre l'excitació psíquica, el nerviosisme i l'insomni. Per això, és considerat un bon remei per a l'ansietat.
- Hipotensora: disminueix el to del sistema nerviós simpàtic, responsable de la contracció d'artèries, i a més a més, és diürètica.
- Expectorant: ajuda a arrancar i poder escopir reumes, flegmes o mucositats (dipositades en les vies respiratòries).
- Antireumàtica: només en aquest cas és d'aplicació tòpica o externa; l'essència calma tots els dolors reumàtics i les contractures musculars.
- Antibacterià d'ús urològic: la hidroquinona, una vegada absorbida, es conjuga com derivats glucorònids i èsters de sulfat. Si l'orina és alcalina, els conjugats, especialment els sulfats, se saponifiquen parcialment i la hidroquinona lliure produeix un efecte antisèptic en ser eliminada per via urinària. L'efecte antisèptic sembla que es deu a una disminució de la hidrofobicitat de la paret bacteriana.
- Menstruació: afavoreix la menstruació.
- Tonificant: l'essència pot ser utilitzada en banys, cosa que aporta tonicitat al cos.
- Altres: antisèptica, urinària, emmenagoga.

El marduix s'utilitza per a dispèpsies hiposecretores, meteorismes, espasmes gastrointestinals, gastritis, úlceres gastroduodenals, ansietat, hipertensió arterial, insomni, mals de cap, asma, bronquitis. En ús tòpic: inflamacions osteoarticulars, miàlgies, coriza, sinusitis, herpes i ferides.
L'ús continuat del marduix (més de dues setmanes) pot provocar cefalees i somnolència. L'oli essencial, en dosis altes, pot ser estupefaent i provocar cefalees i espasmes musculars. Pot produir irritació de les mucoses i reaccions al·lèrgiques (espasmes bronquials). S'ha de tenir en compte el contingut alcohòlic de l'extracte fluid i de la tintura. S'ha d'evitar l'essència per via oral durant l'embaràs, la lactància i en nens menors de 6 anys, en general, en dosis elevades, car prendre-la en períodes prolongats pot ser bastant greu. Es recomana de no prendre-la més d'una setmana seguida, a causa de la seva toxicitat moderada.

## Cultiu

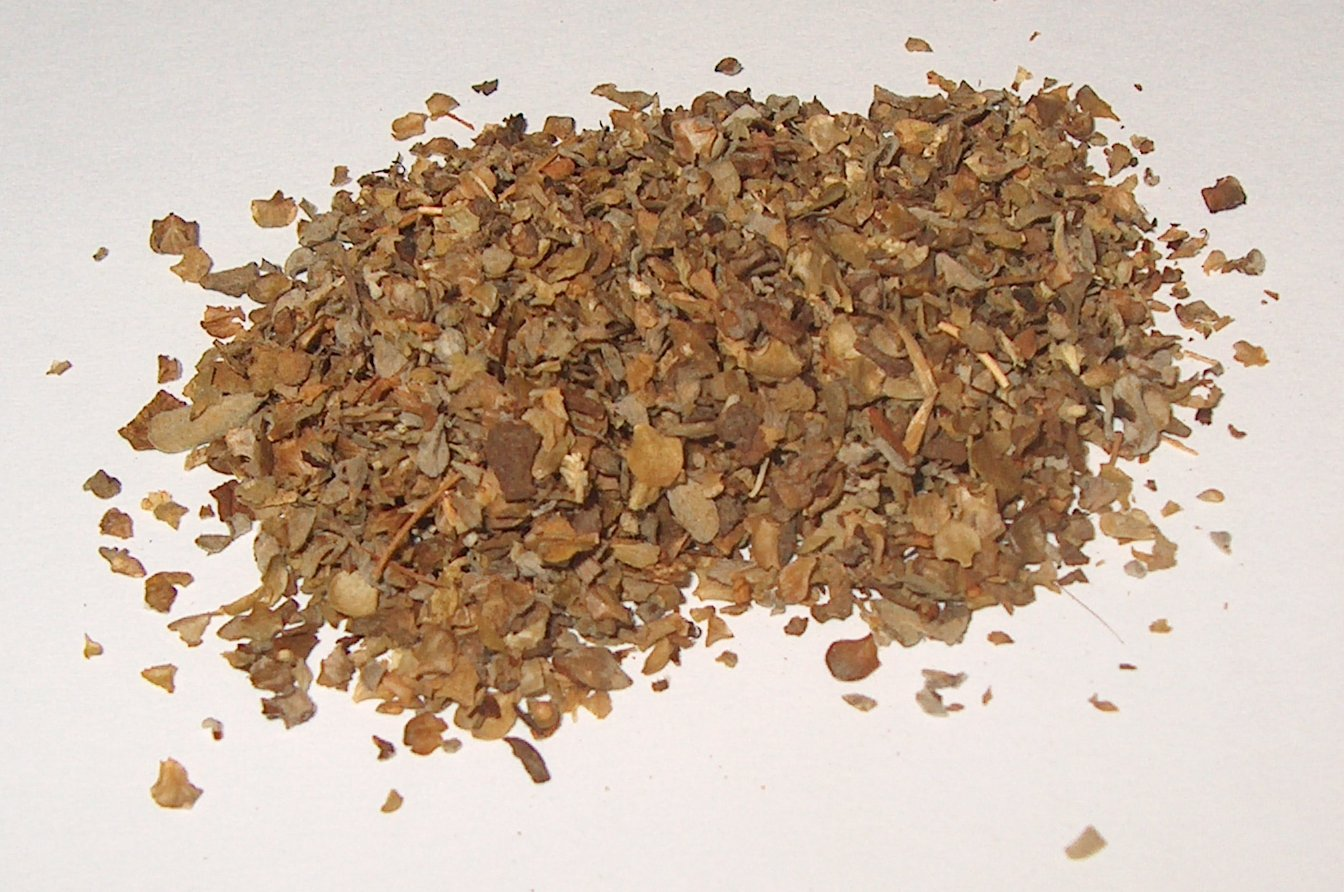
Marduix

L'establiment del cultiu es pot fer sembrant les llavors directament a terra. Tanmateix, a causa de la petitesa de les llavors, hom recomana de fer la plantació amb planter de viver.
La bona preparació del terreny abans d'establir el cultiu és un factor clau a l'hora de
garantir una bona producció, sobretot si se sembren les llavors directament al camp.
A la tardor convé llaurar i, si cal, adobar amb fems ben compostats. A la primavera
(març o abril) es fa la sembra o la plantació. Just abans de plantar cal fer una o dues
passades de cultivador.
La sembra es fa de forma superficial (a 0,5 - 1 cm de profunditat), amb una
sembradora de cereals adaptada i a una dosi de 2-3 kg de llavor/ha. Si el conreu
s'estableix a partir de planter, la tardor anterior a la plantació cal sembrar les llavors en safates i mantenir-les en un hivernacle fins al moment de la plantació.
El marc de plantació, tant si es fa sembra com si es fa plantació, és de 0.5 m entre files per 0.4 m dins la fila. Això suposa una densitat de plantació de 50.000 plantes/hectàrea.

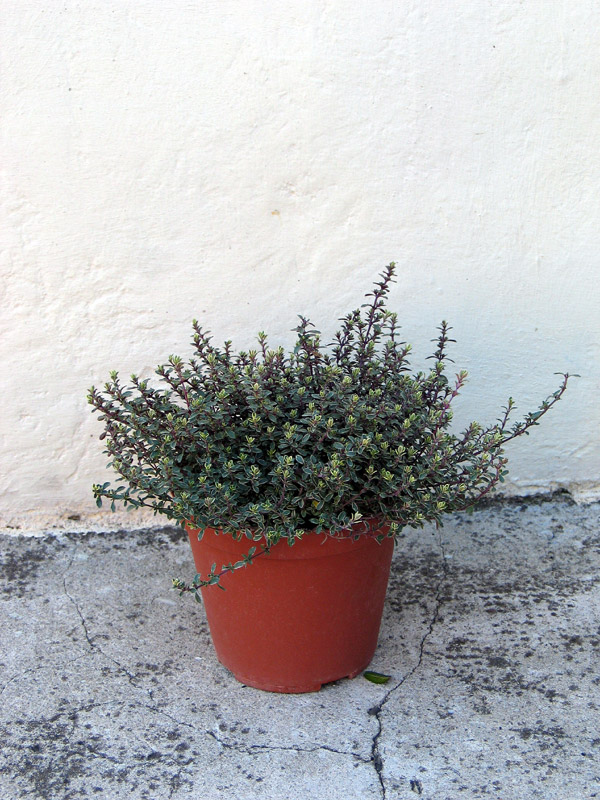
Flors

- Reg: per obtenir uns bons rendiments, és important de poder regar el cultiu. No hi ha una dosi d'aigua perfectament establerta en el regatge del marduix: cal regar en els moments crítics per al desenvolupament de la planta, que són la formació de brots laterals, la formació de botons florals i just després del primer dall. Òbviament, també caldrà regar sempre que la humitat del sòl sigui massa baixa.

- Fertilització: els requeriments nutritius del marduix varien al llarg del cicle de cultiu. Durant el primer creixement vegetatiu (des de la sembra o plantació fins a la formació de brots), el marduix consumeix una gran quantitat de potassi i molt poc nitrogen. Des de la formació dels brots laterals fins a la formació dels botons florals, s'incrementa el consum de nitrogen, fòsfor i potassi. A la fase final, des de la formació dels botons florals fins a la maduració de les llavors, el consum de potassi disminueix. Basant-se en això, el pla de fertilització que es fa durant el període de cultiu és el següent: a la tardor, durant la preparació del sòl es fa un adobat de fons amb fems ben compostats. A la primavera, abans de sembrar o plantar, se sol aplicar un adob N-P. Després del primer dall es torna a aplicar un adob nitrogenat, repartit en tres vegades en el regatge. A la pràctica, s'aplicarà o no aquest pla d'adobat en funció del resultat que ens doni l'anàlisi de sòls i tenint en compte que les extraccions de nutrients en marduix. A la densitat de plantació usual, són aquests: nitrogen, 52 kg N/ha; fòsfor, 14 kg P/ha, i potassi, 43 kg K/ha.

- Control de de les herbes no desitjades: durant el cicle de cultiu, el problema més important en el marduix és el control de les males herbes, sobretot en els primers mesos. Això és especialment greu si se sembra directament al camp, ja que durant un període de 20 a 22 dies (des de la sembra fins que apareixen les plàntules) les males herbes poden envair fàcilment la parcel·la.

Per al control de les males herbes es poden fer servir herbicides de pre i post-emergència, com ara la napropamida o el tebutame, que sembla que no deixen residus en les fulles. Tanmateix, el control químic sovint no és suficient, de manera que cal fer entre 3 i 5 passades de cultivador i una passada final a mà per controlar les males herbes.
La collita es fa a l'inici de la floració, que és quan el nivell d'oli essencial és màxim. Es poden fer dues o tres collites cada any, en funció de les condicions meteorològiques i la zona de cultiu. Normalment, en la primera collita el marduix està florit mentre que en els següents dalls només es cullen tiges i fulles. La collita es pot fer a mà (en petites produccions) o a màquina. Es cull tota la part aèria, deixant uns 5 cm de planta sense collir, per permetre la formació de nous brots.

## Història
Per la seva similitud amb Origanum vulgare a la majorana se la va anomenar, històricament, orenga indígena. Els antics egipcis ja la utilitzaven com a condiment i com a remei casolà. En el Dioscòrides Pedaci apareix un text que fa referència a la majorana amb el nom de sampsuc. Concretament, en el llibre I, capítol 44, es parla de les propietats antireumàtiques i d'alleujar els dolors corporals; també s'hi diu que s'ha de fer servir moderadament o almenys de forma atenuada (com per exemple amb mel) per no patir cap conseqüència negativa.